# 图丽莎
图拉·宝琳娜·康托斯塔夫洛斯（1988年7月13日—），艺名图丽莎（英語：Tulisa），英国歌手、词曲作者兼电视名人。与表兄Dappy和朋友Fazer结成当代节奏布鲁斯/嘻哈三人组N-Dubz，获得两张铂金销量认证专辑、两张黄金销量认证专辑、五项英国黑人音乐奖、四场领先巡演、一项全英音乐奖提名、十三首四十强榜单曲、六首银销量认证单曲和三项都市音乐奖。2011年到2012年，图丽莎担任《英國版X音素》评委，于2011年的比赛中率领“组合”组别，所培养的女子组合混合甜心成为《X音素》有史以来最成功的女子组合。2012年，图丽莎趁着成功的势头发行出道单曲《Young》，该作品空降英国单曲排行榜冠军。其后的《Live It Up》和《Sight of You》亦位列英国榜前20。2012年11月，首张专辑《The Female Boss》发行，位列英国专辑排行榜第35位。而作为演员，图丽莎曾于2011年参演英国恐怖电影《恶魔永生》和喜剧电影《超级吉普赛流氓》。

## 早年
1988年7月13日，图丽莎·宝琳娜·康托斯塔夫洛斯在英国伦敦康登镇出生。母亲是爱尔兰人安妮·伯恩（Anne Byrne），都柏林教堂镇生人。安妮与三个姐妹曾于1980年代成立摇摆乐大乐团Jeep。父亲是希臘裔賽普勒斯人柏拉图·康托斯塔夫洛斯（Plato Contostavlos），曾是蒙哥杰瑞乐队的键盘手。柏拉图的兄弟拜伦·康托斯塔夫洛斯（Bryon Contostavlos）是蒙哥杰瑞的贝斯手，后来担任N-Dubz经纪人。图丽莎尽管随父亲在希腊正教会受洗，日后却信奉罗马天主教。
5岁时，图丽莎的母亲患上躁鬱症和分裂情感性障碍，依照《1983年心理健康法案》需接受紧急治疗。2010年英国广播公司节目《图丽莎：我的母亲和我》（Tulisa: My Mum And Me）提到了图丽莎加入N-Dubz之前照顾母亲的生活。14岁时，在叔叔拜伦·康托斯塔夫洛斯的支持下，她就读于圣约翰伍德的昆丁·基纳斯顿社区学院，但后来就读于哈弗斯托克初中，未参加中等教育普通證書考试。

## 生涯

### 2000–2011: 凭N-Dubz入行
Dappy和Fazer一直以来是说唱搭档，他们决定给当时叫小小漂流者船员（Lickie Rinsers Crew）的组合带来女性的声音，于是邀请图丽莎加入，年轻的他们在卡姆登区演出。在N-Dubz的第二张专辑中，图丽莎独唱了歌曲《Comfortable》。他们以小小漂流者船员名义发行的单曲《Bad Man Riddim》和《Life Is Getting Sicker by the Day》成为地下电台热曲。之后他们把组合改名为NW1，名字取自组合诞生地，并于2005年为歌曲《Everyday of My Life》发布在U频道（Channel U）播放的组合第一支音乐录影带，并录制了《Don't Feel Like Moving》、《Girl On Road》和《Livin Broke》的小样。他们改名后第一首单曲《You Better Not Waste My Time》鲜为人知，只在网上提到下载。直到2006年自行发布的单曲《I Swear》，他们才首次获得主流媒体的关注。2007年，组合的另一首自行发布单曲《Feva Las Vegas》亮相英国榜单，最高排名第57位。

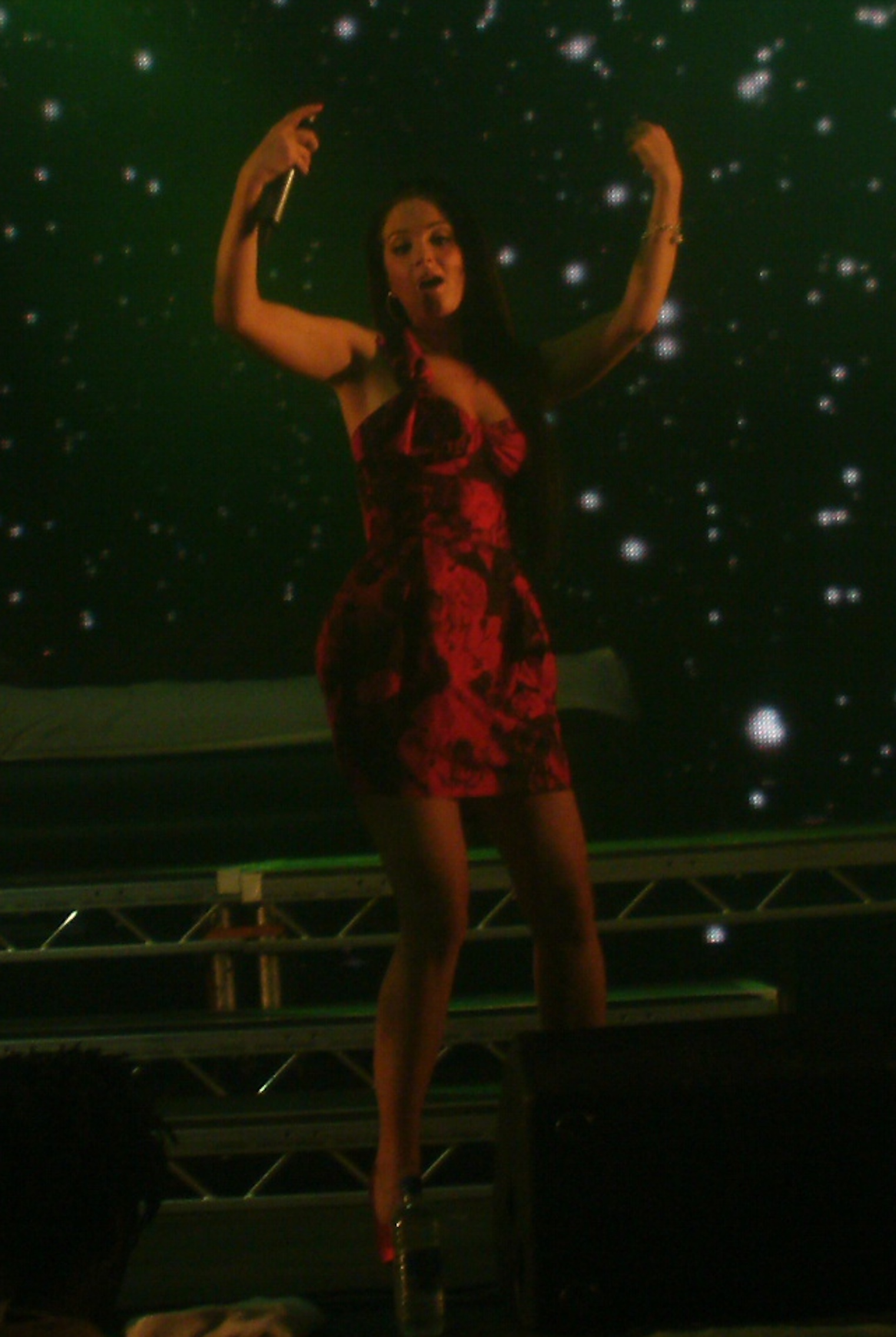
2010年图丽莎与N-Dubz表演。

2008年8月6日，消息指组合已离开宝丽多唱片，签约全世界。该厂牌主营舞曲，也偶尔发行嘻哈唱片，如艾斯·库伯的《You Can Do It》。新闻稿表示厂牌将于2008年9月发行该组合在该厂牌的第一首单曲《Ouch》。组合第一张专辑《Uncle B》于2008年11月17日发行，其中作为该专辑第三张单曲《Strong Again》登上英國單曲排行榜五个星期，最高排名达到24。鉴于首张专辑的成功，组合开启他们首个领衔的巡演Uncle B巡演。巡演得到史提夫·黄和丁奇·斯特德支持，两人曾参与N-Dubz冠军单曲《Number 1》。图丽莎在一次表演中在台上晕倒。

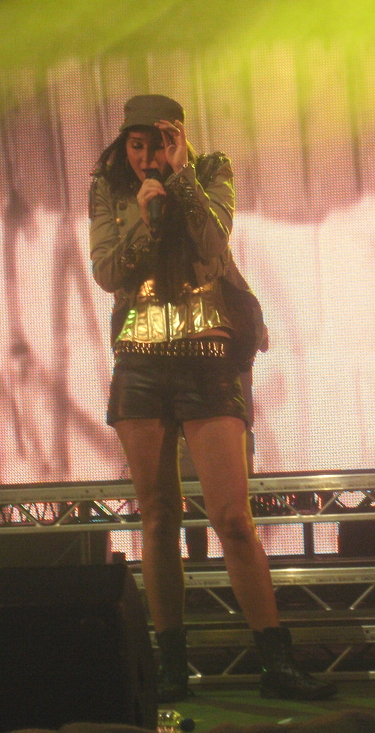
2010年6月，图丽莎与乐队在英国皮尔顿表演。

组合第二张专辑主打歌《I Need You》于2009年11月9日发行，位列英国单曲排行榜第5位。而这张名为《Against All Odds》的专辑于2009年11月16日发行，位列英国专辑排行榜第6位。专辑发行约两个月便获得铂金认证。第二支单曲《Playing with Fire》由R&B/流行音乐人哈德逊先生客串，循数字下载渠道发行，位列英国单曲榜第14位。2010年，N-Dubz开始专辑《Against All Odds》的Against All Odds巡演，3月31日启动，4月20日结束。
众说纷纭之下，美国厂牌Def Jam确认签约该组合。他们率先发行了组合的第三张录音室专辑《Love.Live.Life》。该专辑于2010年11月29日在英国发行，获得了与《Against All Odds》同样的成功。《We Dance On》于2010年5月20日发行，位列英国单曲排行榜第5位。歌曲列入影片《舞力对决》原声带。《Best Behaviour》于2010年10月17日作为专辑第二首单曲发行，在英国和苏格兰榜最高排第10名，在爱尔兰位列40强热曲榜榜首。《Girls》作为专辑第三首单曲，于2010年12月12日发行，在英国单曲排行榜最高排名第19。
由于创意分歧，N-Dubz于2011年8月离开Def Jam。9月，组合在一起进行了最后一场表演，Dappy不久后发行首支单飞单曲《No Regrets》。

### 2009–2012年：成功单飞与《X音素》
图丽莎取代雪莉·柯爾成为《英國版X音素》第8季的评委。图丽莎负责指导舞蹈组，混合甜心就在其中。尽管前五个礼拜比赛中的四次表演中有三次被淘汰，混合甜心仍是《X音素》史上最成功的女子组合，避开了每周的最终对决，成为节目的冠军。2012年，图丽莎于第9季回归。图丽莎指导“女子组”，该组别由年龄16到27岁的女选手组成，其中有露西·斯普拉根和埃拉·亨德森。图丽莎并未参加2013年的第10季，她的位置由莎朗·奥斯本取代。但到了第11季于百慕大举行的评委之家比赛环节中，图丽莎作为路易·华许的客座评委短暂回归，之后也在首个晚上的决赛中顶替生病的媚兒碧，临时参加录影。

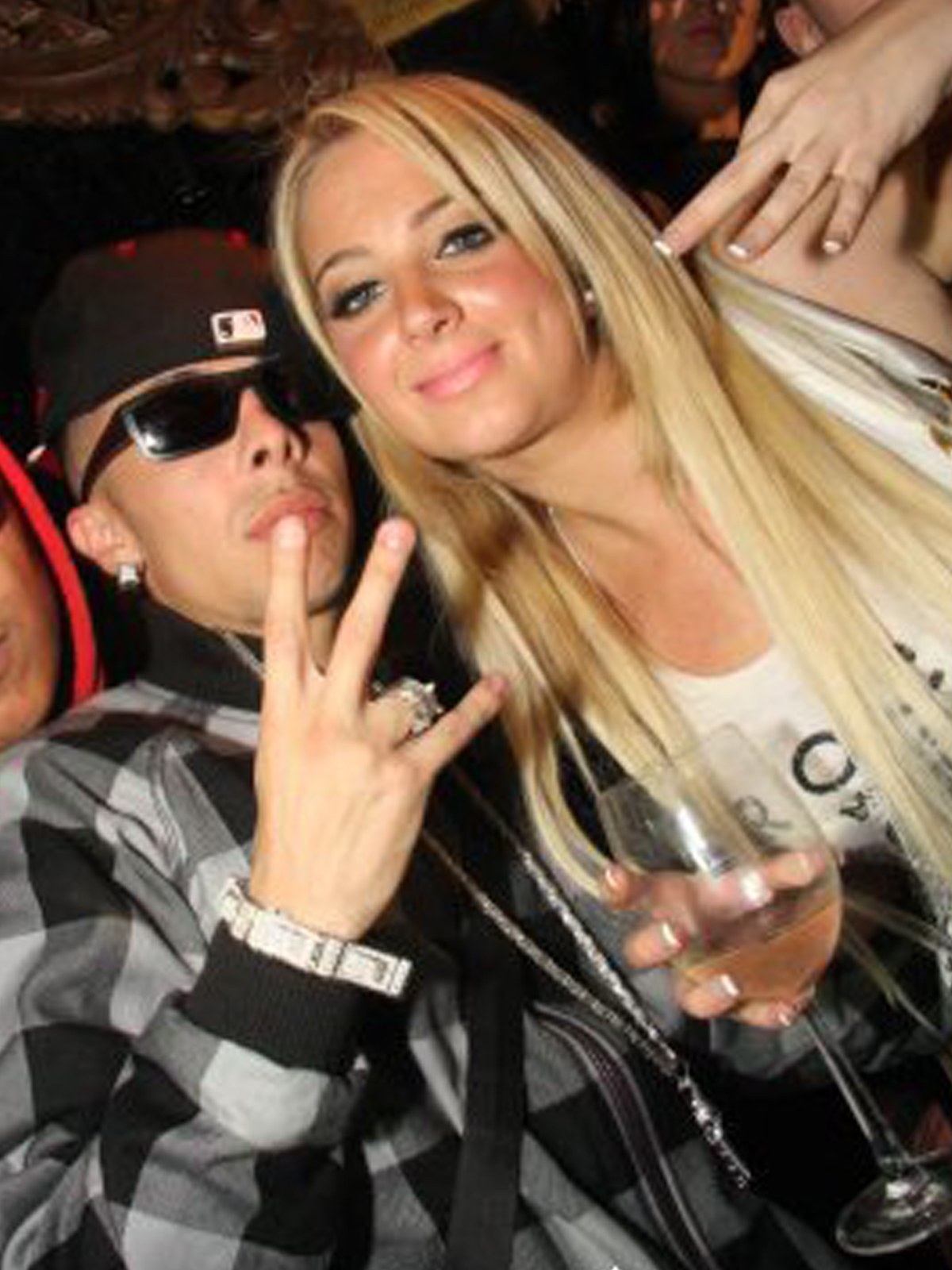
图丽莎和Dappy，摄于2012年

2012年12月3日，图丽莎发行个人首张单飞专辑《The Female Boss》，该专辑于当年早些时候已开始制作。她表示专辑中有一首歌不同情绪的人听，而歌曲大体上为派对歌曲、大民谣和“英国城市音乐”。该专辑的第一首单曲是《Young》，于4月随在迈阿密拍摄的宣传视频发行。歌曲位列爱尔兰单曲榜第5位，位列英国榜首位。9月，第二首单曲《Live It Up》发行，空降英国榜第11位。没过多久，图丽莎自传《诚实无欺：人生自述》（Honest: My Story So Far）发行。图丽莎第三首单飞单曲《Sight of You》随专辑发行，然而评价一面倒差评，榜单成绩为第18位，低过预期。而专辑本身的评价也比较负面，榜单成绩仅为第35位。2013年1月，图丽莎表示专辑宣传活动已结束，未来不会再发行单曲。
2012年3月，图丽莎与前男友贾斯汀·爱德华兹（Justin Edwards）的六分钟性爱录像在网上流出。经法律批准，图丽莎阻止了录像的流传，随后在个人YouTube帐号录视频回应此次事件，声称视频是爱德华兹所发，她为此感到既伤心又沮丧。5月，图丽莎获得《男人装》百大性感女人年度评选活动第一名，成为年度最性感女人。7月，她与爱德华兹和解，但继续对爱德华兹的前经纪人克里斯·赫伯特采取法律行动，赫伯特在《X音素》的顾问工作被暂停。
2012年11月布蘭妮·斯皮爾斯和威廉发行的单曲《尖叫吶喊》原为图丽莎与让·巴蒂斯特（Jean Baptiste）共同创作，名为《I Don't Give a Fuck》，原计划为图丽莎首张专辑歌曲。然而，歌曲制作人懒人杰伊（Lazy Jay）并不想让图丽莎做这首歌，便把它转给了威廉，威廉因而与斯皮尔斯共同重写了这首歌。歌曲成为金曲，在英国和美国榜的最高成绩分别为第1位和第3位。图丽莎的歌声尽管仍出现在《尖叫呐喊》中，但歌曲发行时她并没有列入制作名单的共同创作人中，使得她不能获得任何版税。图丽莎随后起诉了威廉，最终于2018年胜诉，夺回10%的版税。

### 2013年–至今：第二张专辑
2013年，图丽莎开始创作第二张专辑的创作，一直持续到2014年全年。单曲《Living Without You》原本计划在2014年12月发行，最终延迟到翌年1月上线。单曲在英国单曲榜最高成绩为第44位。两年后，她发行了说唱歌手阿凯尔客串的单曲《Sweet Like Chocolate》。两年的空窗期中，她签约了一位经纪人，打算开始走电影演员的道路。早在2007年到2009年间，她便在电视剧《Dubplate Drama》中出演R&B组合中吸食可卡因的成员劳里萨（Laurissa），在非戏院首映英国喜剧电影《超级吉普赛流氓》中出演沙尼夸（Shaniqua）。
2019年4月，图丽莎签约由全世界唱片创办人成立的Xploded唱片后，发行三年来首支单曲《Daddy》。另一首单曲《Sippin》两个月后发行。

## 涉嫌贩毒
2013年6月4日，图丽莎因涉嫌供应A级毒品被警方逮捕，同年7月或保释。警方搜查了两处住所。12月9日，她因“参与A级毒品供应”被正式控罪，12月19日到威斯敏斯特裁判法院出庭受审。在审讯上，图丽莎否认供应13.9克可卡因。图丽莎获得无条件保释，随后于2014年1月9日到南华克皇家法院出庭，开庭日期定于2014年7月14日。
由于法官认为控方证人马泽·马哈茂德作虚假供词，案件被驳回。马哈茂德后来被判有罪，入狱15个月。2014年7月，英国广播公司第三台播出图丽莎纪录片《图丽莎：风光的代价》（Tulisa: The Price of Fame），收视成绩不俗，吸引61.5万名观众收看（占该时间段观众3.8%）。2015年4月，愛爾蘭高等法院首席法官尼古拉斯·凯恩斯认为她被“不公正的卧底行动深深地伤害”，但驳回了她起诉《爱尔兰太阳报》诽谤的请求。
毒品案审讯以失败告终后，《卫报》的苏珊·摩尔提到了她的名誉，表示“图丽莎是一位成功的知名工人阶级女孩，尽管她的成功从来都不是那么的顺遂”。摩尔的观点是，“图丽莎被媒体标签为低俗青年，因此几乎所有能安的罪名都套在了她身上”。

## 个人生活
图丽莎曾和前利物浦边锋拉希姆·斯特林传出绯闻，但两人最终因年纪差距太大分手。
2015年9月9日，图丽莎驾驶着一辆法拉利，在南门地铁站外与一辆萨博汽车相撞，警方对图丽莎进行呼气测试后将其扣押。图丽莎于次年3月份被控危险驾驶罪后保释，同年4月4日到海布里裁判法院（Highbury Magistrates Court）受审。在当天庭审中，她承认自己驾驶法拉利前喝了两瓶酒，法官判处1185英镑罚金，吊销驾驶执照，同时检察官撤消了危险驾驶的指控。
2020年3月9日，图丽莎表示自己患上貝爾氏麻痹症。

## 作品名录
- 《The Female Boss（英语：The Female Boss）》（2012）

## 影视作品
| 年份                | 名称                         | 角色       | 注释                           |
| ------------------- | ---------------------------- | ---------- | ------------------------------ |
| 2007–09             | 《Dubplate Drama》           | 劳里萨（Laurissa） | 第2–3部                        |
| 2010                | 《图丽莎：我的母亲和我》（Tulisa: My Mum & Me） | 自己       | 主持                           |
| 2010–11             | 《N-Dubz日记》               | 自己       | 纪录片                         |
| 2011                | 《Dubz之前的岁月》           | 自己       | 纪录片                         |
| 2011                | 《超级吉普赛流氓》           | 沙尼夸（Shaniqua） |                                |
| 2011                | 《恶魔永生》                 | 安珀（Amber）   |                                |
| 2011–12             | 《英國版X音素》              | 自己       | 评委                           |
| 2014                | 《英國版X音素》              | 自己       | 路易·華許的顾问                |
| 2014                | 《英國版X音素》              | 自己       | 嘉宾评委，临时顶替生病的媚兒碧 |
| 2011–12、2014       | 《英国偶像》                 | 自己       | 《X音素》衍生节目              |
| 2014                | 《图丽莎：风光的代价》（Tulisa: The Price of Fame）   | 自己       | 纪录片                         |
| 2016                | 《大卫不服输》               | 自己       | 客串                           |
| 2019–至今（录制中） | 《Diva》                     | 有待公布   | 电影                           |